# ウィルソンの襲撃
ウィルソンの襲撃（ウィルソンのしゅうげき、英:Wilson's Raid）は、南北戦争の最終盤、1865年3月から4月にアラバマ州からジョージア州で行われた北軍騎兵隊の作戦行動である。ジェイムズ・H・ウィルソン准将が北軍の騎兵軍団を率い、南部の製造施設を破壊し、南軍ネイサン・ベッドフォード・フォレスト中将のかなり小さな部隊の抵抗を受けたが、これを寄せ付けなかった。

## 背景と対戦した戦力

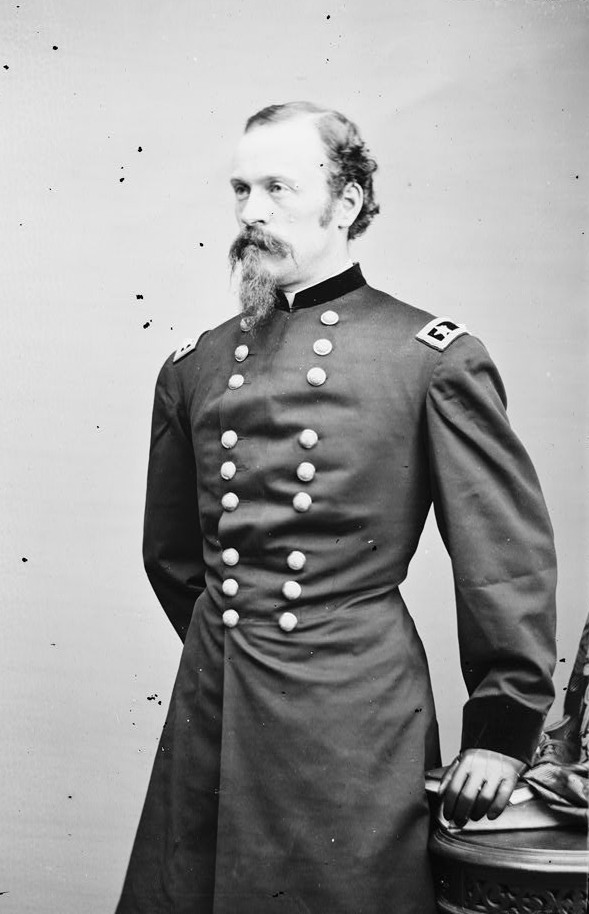
襲撃を指揮したウィルソン将軍

北軍ジョージ・ヘンリー・トーマス少将とそのカンバーランド軍はナッシュビルの戦いで勝利した後、南部の心臓部で事実上自軍に対抗できる組織化された軍隊はいないことが分かった。トーマスはジェイムズ・H・ウィルソン准将（ミシシッピ軍事部門の騎兵軍団を指揮していたが、トーマスの軍隊に付けられていた）にアラバマ州セルマの武器庫を襲って破壊し、エドワード・キャンビー少将のモービルに対する作戦と連動するよう命令した。セルマは南部の手中に残っている数少ない軍事基地の一つとして戦略的重要さがあった。この町には武器庫、海軍鋳造場、大砲製造所、火薬製造所、軍事倉庫および鉄道の修理工場があった。
ウィルソンは3個師団約13,500名を率い、その師団長はエドワード・M・マクック、イーライ・ロングおよびエモリー・アプトン各准将だった。騎兵はそれぞれが強力な7連発スペンサー・ライフル銃を装備していた。ウィルソンの主要な対抗者はネイサン・ベッドフォード・フォレスト中将だったが、そのアラバマ、ミシシッピおよび東ルイジアナ方面軍の騎兵軍団は約2,500名の騎兵であり、ジェイムズ・R・チャルマーズおよびウィリアム・H・ジャクソン各准将が指揮する小さな2個師団、フィリップ・D・ロッディ准将とエドワード・クロスランド大佐の部分的な2個旅団および、少数の地元民兵によって構成されていた。

## 襲撃
ウィルソンは雨で膨れ上がったテネシー川を渡るのに遅延したが、1865年3月22日にアラバマ州グラベリー・スプリングスを出発した。その目的を隠し、敵を混乱させるために軍団を3つの部隊に分けて進ませた。フォレストはかなり遅くなってセルマが主要標的になっていることを知った。アラバマ州ヒューストン（3月25日）とブラックウォリアー川（3月26日）で小戦闘が起こり、ウィルソンの各部隊は3月27日にジャスパーで再結集した。
3月28日、現在のバーミングハムに近いイーライトンで、もう一度小戦闘が起こり、北軍の騎兵はオックスムーアとアイアンデイルの溶鉱炉を破壊した。ウィルソンはジョン・T・クロックストン准将に1個旅団を付けて南と西に送り、3月31日にタンネヒルでループスバレー鉄工所を燃やし、続いて民兵と南軍の訓練場であるタスカルーサのアラバマ大学を焼いた。この動きでフォレストの主力からチャルマーズ師団を逸らさせることになった。
3月31日、フォレスト軍は規模が大きく武装も整った北軍にモンテバーロで壊走させられた。チャルマーズの騎兵はフォレストの支援に到着できていなかったが、それを待つことはできなかった。戦闘中にフォレストの作戦本部が陥落し、文書類が捕獲されてその作戦に関する貴重な情報を与えた。ウィルソンはマクックを派遣して、トリオンでクロックストンの旅団と合流させ、自分は残りの部隊を率いてセルマに急行した。フォレストは4月1日にプランターズビルのエベネザー教会近くで抵抗したが、再度壊走させられた。南軍もセルマに急行し、長さ3マイル (5 km) 、半円状に防御線を配置して、その両端はアラバマ川に接しさせた。
セルマの戦いは4月2日に起こった。ロングとアプトンの師団がフォレストの急ごしらえの工作物を襲った。馬を降りた北軍の騎兵が短時間の白兵戦の後で午後までに突破した。経験の無い民兵がその陣地を放棄して逃げたことが全防御戦が崩壊した主要な原因になった。ウィルソンは前線の戦闘が終わっていないところに、自ら第4アメリカ騎兵隊を率いて騎兵突撃を率いた。ロングは攻撃中に頭に重傷を負った。フォレストも負傷しており、そのちっぽけな軍団は損失が激しく、マリオンで再結集して、そこでやっとチャルマーズの部隊とも落ち合った。ウィルソンの部隊は1週間を使ってセルマの軍事施設を破壊し、その後モンゴメリーに向かって4月12日にそこを占領した。
4月9日にロバート・E・リーが降伏したことおよび4月14日にエイブラハム・リンカーンが暗殺されたという報せが届いたが、北軍の襲撃は続行され東のジョージア州に向かった。ジョージア州ウェストポイントの戦いは4月16日復活祭の日曜日に行われ、オスカー・H・ラグランジェ大佐の旅団がタイラー砦と名付けられた防御陣地を攻撃した。砦の32ポンド海軍砲と12ポンド砲2門の砲火の下で北軍は溝に橋を架ける必要があったが、人の足りないタイラー砦は占領された。ウェストポイントで以前受けた傷を治療していた南軍のロバート・C・タイラー准将は、少数の守備兵と地元の志願兵を招集していたが、狙撃兵の弾で致命傷を負い、南北戦争で戦死した最後の将官になった。タイラーはウェストポイント南軍墓地に葬られている。
4月16日にはまた、アプトンの師団がコロンバスで南軍部隊と衝突し、市とその海軍造船所を占領し「コットン被覆」衝角艦CSSジャクソンを焼いた。4月20日、ウィルソン軍団はメイコンを占領しその襲撃を終えたが、これはノースカロライナ州においてジョセフ・ジョンストン将軍がウィリアム・シャーマン少将に両カロライナ、ジョージアおよびフロリダの全南軍の降伏を受け入れるわずか6日前のことだった。

## 戦闘の後
ウィルソンの襲撃は見事な成功だった。その部隊は5つの要塞都市、288門の大砲、6,820名の捕虜を捕まえ、自軍の損失は725名だった。フォレストのかなり小さな軍団の損失は1,200名に昇った。この襲撃は前年のシャーマンの海への進軍のような周辺まで破壊的な損傷を与えること無しに行われた。シャーマンとは異なり、ウィルソンとその指揮官トーマスは兵士の略奪のような制御できない行動を認めなかった。住民はウィルソンの部隊が戦闘後にセルマを破壊したと非難したが、市街戦の中で火事が起こり、両軍の反逆者と逃亡奴隷が略奪の大半を行った。ウィルソンは直ぐに規律を取り戻させた。